# Tumuli de Libersart
Les tumulus de Libersart sont des tombes gallo-romaines situées à Libersart, hameau situé à Tourinnes-Saint-Lambert, section de la commune belge de Walhain, dans la province du Brabant wallon, en Belgique.

## Situation
Les deux tombes, espacées d'une centaine de mètres, sont situées à 500 mètres au nord-est du centre du village de Libersart. Elles se dressent au lieu-dit « La Tombe » ou « Les Tombes », en un endroit très élevé, situé au carrefour de cinq chemins.

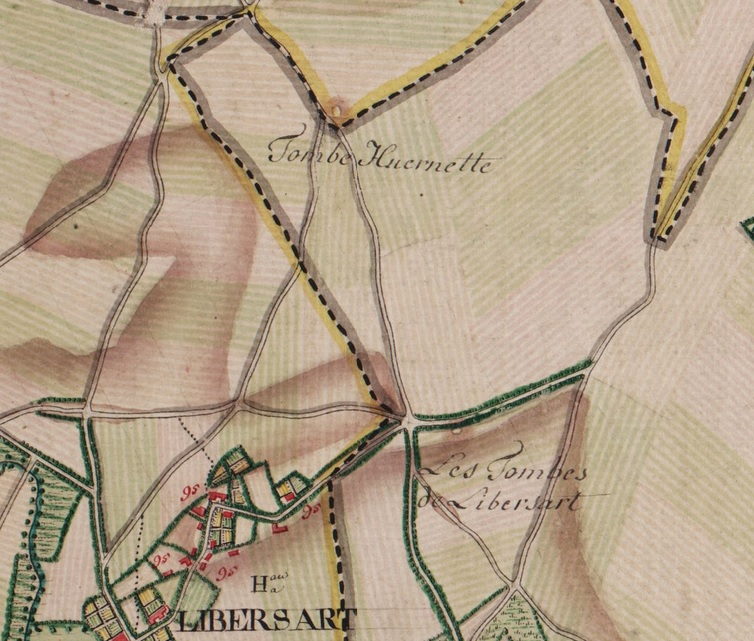
Les tombes de Libersart sur la carte de Ferraris du XVIIIe siècle

## Historique
Des fouilles entreprises dans les tumulus de Libersart en 1910 et 1911 n'ont rien donné,.

## Contexte
La voie romaine Bavay-Tongres-Cologne, dite chaussée Brunehaut, construite au début du Ier siècle de notre ère, passait sur le territoire de l'actuelle commune de Walhain. Le passage de cette route commerciale importante a entraîné la création d'un vicus (une agglomération gallo-romaine à caractère rural) qui s'étendait sur les hameaux de Saint-Lambert, Libersart et Lerinnes, et dont subsistent deux tumulus, ainsi que les vestiges d'un relai routier et d'un centre de fabrication de poteries.

## Description
Le tumulus situé le plus à l'est, entre la rue des Tumuli et la rue de Libersart, a une forme conique, 7 à 8 mètres de hauteur et une circonférence à la base d'environ 60 mètres.
|  |  |  |

Le second tumulus, situé plus à l'ouest, entre les deux bras du chemin appelé Chapelle Daix, est plus modeste : il n'a que 4 à 5 mètres de hauteur et sa circonférence à la base est de 50 mètres.
|  |  |

## Protection
Les tumulus font l'objet d'un classement au titre de monument historique depuis le 5 avril 1972, alors que les terrains environnants font l'objet d'un classement en tant que site.
Par ailleurs, « l'ensemble formé par les deux tumuli dits de Libersart au lieu-dit les Tombes et les terrains environnants » font l'objet d'un classement comme patrimoine exceptionnel de la Wallonie depuis le 7 février 2013.